# 尹京
尹京（1470年—？），字兆之，直隸大河衛軍籍，江西安福縣人，明朝政治人物。

## 生平
應天府鄉試第八十五名舉人。正德六年（1511年）中式辛未科會試第二百二十三名，登第二甲第九十四名進士。历官刑部署员外郎事主事，十二年五月升山西按察司佥事。

## 家族
曾祖尹二公；祖父尹政，曾任封工部主事；父尹珍，曾任知府。母相氏（封安人）。永感下。